# قدم (اسب)

فدم رفتن اسب بارکش. از مجموعه عکس‌های ادوارد مایبریج

قدم به نوعی از راه رفتن اسب یا دیگر چهارپایان مشابه آن گفته می‌شود که حیوان طی آن به آرامی راه می‌رود و پاهای جلو و عقب او پشت سر هم به ترتیب خاصی روی زمین می‌آید. قدم همان حالتی است که وقتی سوار با آرامش تمام با اسب در مانژ حرکت می‌کند اتفاق می‌افتد.
در حالت قدم، پاهای اسب به صورت منظم و با ترتیب خاص روی زمین می‌آید: پای سمت چپ جلو، پای سمت راست عقب، پای سمت راست جلو، پای سمت چپ عقب. اگر پاهای جلوی اسب را "دست" بنامیم، قدم رفتن اسب به این صورت ساده‌تر بیان می‌شود: دست چپ، پای راست، دست راست، پای چپ.
انواع راه رفتن طبیعی اسب و چهارپایان مشابه آن عبارتست از چهار مورد: قدم، یورتمه، تاخت ملایم و چهارنعل.